# Takuya Sonoda
Takuya Sonoda (園田 拓也 Sonoda Takuya?), född 23 november 1984 i Miyazaki prefektur, är en japansk fotbollsspelare.
Sonoda började sin karriär 2007 i Montedio Yamagata. Efter Montedio Yamagata spelade han för Ehime FC, Roasso Kumamoto och FC Imabari.